# Ä́
Das Ä́ ist ein kombinierter Buchstabe aus dem lateinischen Schriftsystem. Er wird mit einem A oder a einem Akut und einem Trema geschrieben. dieser Buchstabe ist nicht in Unicode enthalten, daher muss er mit kombinierenden diakritischen Zeichen dargestellt werden: 
Ä́ = A + U+0308 (Trema) + U+0301 (Akut) 
ä́ = a + U+0308 (Trema) + U+0301 (Akut)

## Eingabe auf der Tastatur
Auf der E1-Belegung  wird er durch folgende Kombination eingegeben: A/a, Alt Gr+Z (Trema) zweimal drücken und ´ zweimal drücken. Ebenfalls kann er so eingegeben werden: Ä́ = A + U+0308 & Alt+C (Trema) + U+0301 & Alt+C (Akut)
ä́ = a + U+0308 & Alt + C (Trema) + U+0301 & Alt+C (Akut)